# 石井敬太
石井 敬太（いしい けいた、1960年10月23日 - ）は、日本の実業家。伊藤忠商事代表取締役社長COO。

## 略歴
東京都出身。1983年早稲田大学法学部卒業後、伊藤忠商事入社。化学品畑を歩み、有機化学品第一部長、伊藤忠商事インドシナ支配人兼伊藤忠タイ会社社長、執行役員化学品部門長などを経て、2019年6月から日本アゼルバイジャン経済委員会会長。2020年4月から専務執行役員エネルギー・化学品カンパニープレジデント兼電力・環境ソリューション部門長を務める。2021年4月から社長COO。2021年6月から代表取締役社長COO。

## 人物
早稲田大学高等学院在学中、大西鐵之祐の指導の下、「花園」の愛称で知られる全国高等学校ラグビーフットボール大会に出場。当時のメンバーには、TBSホールディングス社長の佐々木卓、三越伊勢丹ホールディングス副社長の竹内徹、東京海上日動火災保険元常務執行役員の寺林努らがいた。

## テレビ番組
- 日経スペシャル カンブリア宮殿 万年4位からの下克上！ 「伊藤忠」強さの秘密（2023年3月9日、テレビ東京）- 伊藤忠商事 社長COOとして出演[5]。